# Andreas Scholl (Archäologe)

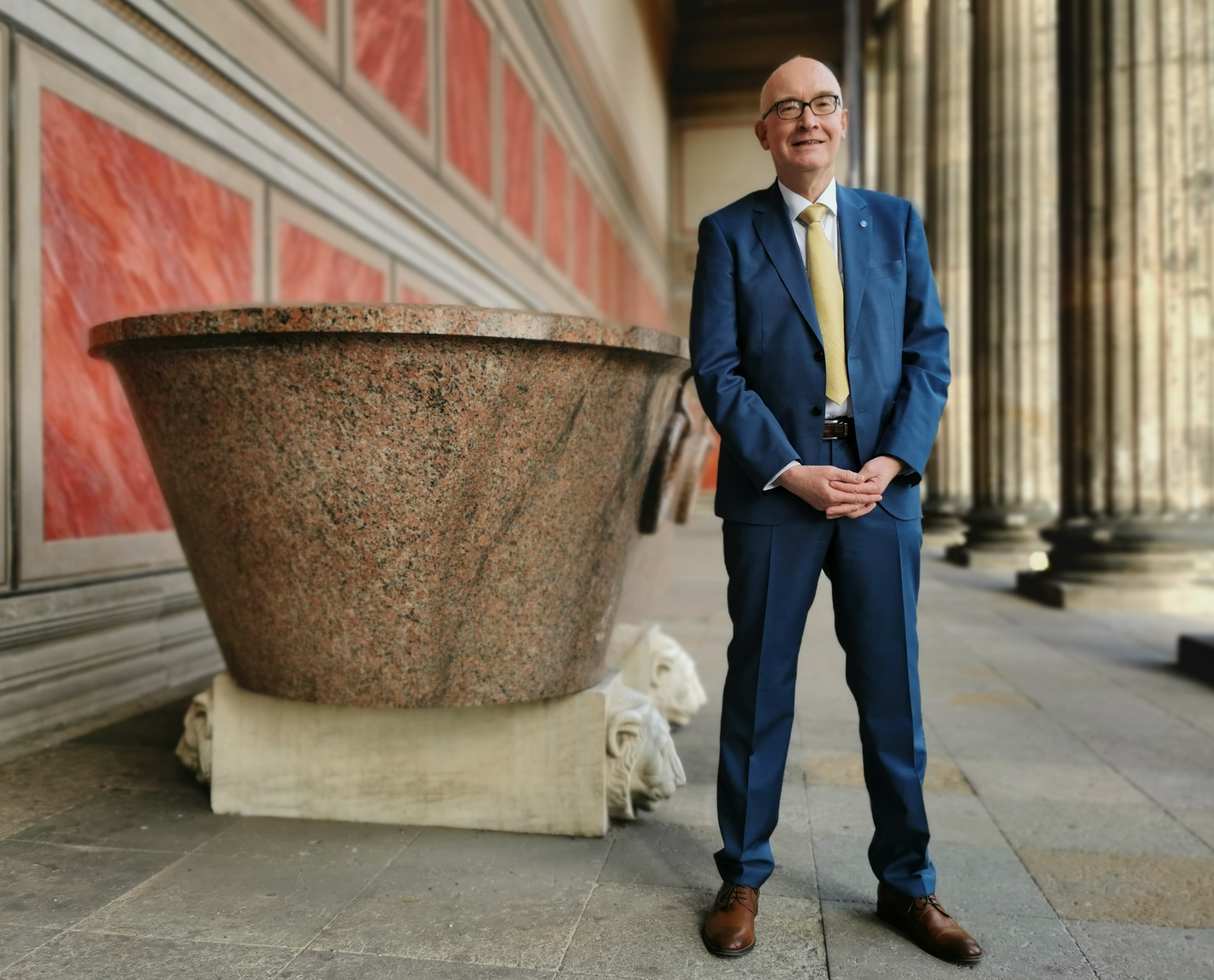
Andreas Scholl (2025)

Andreas Scholl (* 28. Oktober 1959 in Münster) ist ein deutscher Klassischer Archäologe. Seit 2003 ist er Direktor der Antikensammlung Berlin.

## Leben
Andreas Scholl legte 1978 sein Abitur ab und begann 1981 ein Studium der Klassischen Archäologie, Alten Geschichte und Mittelalterlichen Geschichte an der Universität Münster sowie der Universität London. Während dieser Zeit nahm er 1982 für sechs Monate an der deutschen Grabung in Olympia teil. Die Promotion erfolgte 1989 in Münster mit einer Arbeit zum Thema Die attischen Bildfeldstelen des 4. Jhs. v. Chr. Untersuchungen zu den kleinformatigen Grabreliefs im spätklassischen Athen. Anschließend war er kurzzeitig wissenschaftlicher Volontär am Rheinischen Landesmuseum Bonn und anschließend bis 1990 Reisestipendiat des Deutschen Archäologischen Instituts (DAI). Nach der Rückkehr nach Deutschland wurde Scholl wissenschaftlicher Assistent am Archäologischen Seminar der Universität Münster, 1991/92 im Forschungsarchiv für antike Plastik am Archäologischen Institut der Universität zu Köln. Ab 1992 war Scholl wissenschaftlicher Assistent am Archäologischen Institut der Universität Bonn. Die Habilitation erfolgte 1997. Danach wurde er Oberassistent am Bonner Institut. 
2000 wechselte Scholl an die Antikensammlung Berlin, wo er als Kustos für die Skulpturensammlung zuständig war. 2003 wurde er Direktor des Museums und lehrt seitdem auch als Honorarprofessor an der Freien Universität Berlin (FU). Er ist korrespondierendes Mitglied des Deutschen Archäologischen Instituts. Von Amts wegen gehört er dem Vorstand der Vereinigung Freunde der Antike auf der Museumsinsel Berlin an.

## Schriften(Auswahl)
- Die antiken Skulpturen in Farnborough Hall sowie in Althorp House, Blenheim Palace, Lyme Park und Penrice Castle (= Corpus Signorum Imperii Romani. Great Britain Band 3, Faszikel 7 = Monumenta artis romanae. Band 23: Antike Skulpturen in englischen Schlössern). von Zabern, Mainz 1995, ISBN 3-8053-1738-7.
- Die attischen Bildfeldstelen des 4. Jhs. v. Chr. Untersuchungen zu den kleinformatigen Grabreliefs im spätklassischen Athen (= Mitteilungen des Deutschen Archäologischen Instituts, Athenische Abteilung. Beiheft 17). Mann, Berlin 1996, ISBN 3-7861-1870-1 (zugleich Dissertation, Universität Münster 1988).
- Die Korenhalle des Erechtheion auf der Akropolis. Frauen für den Staat (= Fischer 12640 Kunststück). Fischer Taschenbuch-Verlag, Frankfurt am Main 1998, ISBN 3-596-12640-1.
- mit Gertrud Platz-Horster (Hrsg.): Die Antikensammlung. Altes Museum – Pergamonmuseum. 3., vollständig überarbeitete und erweiterte Auflage. von Zabern u. a., Mainz u. a. 2007, ISBN 978-3-8053-2449-6.
- mit Ortwin Dally, Peter I. Schneider, Martin Maischberger (Hrsg.): ZeitRäume. Milet in Kaiserzeit und Spätantike. Schnell & Steiner, Regensburg 2009, ISBN 978-3-7954-2235-6.
- mit Ralf Grüßinger und Ursula Kästner (Hrsg.): Pergamon als Zentrum der hellenistischen Kunst. Bedeutung, Eigenheiten & Ausstrahlung. Internationales Kolloquium, Berlin, 26.–28. September 2012. Michael Imhof Verlag, Petersberg 2015, ISBN 978-3-7319-0209-6.
- als Herausgeber: Katalog der Skulpturen in der Antikensammlung der Staatlichen Museen zu Berlin. Band 1: Griechische und römische Bildnisse. Michael Imhof Verlag, Petersberg 2016, ISBN 978-3-7319-0387-1.
- Der attische Grabbau. Entwicklung und Bedeutung freistehender Grabarchitektur in Athen und Attika von der archaischen Epoche bis in die römische Kaiserzeit (= Winckelmanns-Programm der Archäologischen Gesellschaft zu Berlin. Band 144). De Gruyter, Berlin 2020, ISBN 978-3-11-073819-3.